# Rüdesheim am Rhein
Rüdesheim am Rhein (eller blot Rüdesheim) er en mindre købstad ved Rhinen i Tyskland. Byen har ca. 10.000. indbyggere. Rüdesheim har en omfattende turistindustri med bl.a. mange skandinaviske turister. Herudover dyrkes der vin på skråningerne rundt om byen. Den velkendte brændevin 'Asbach Uralt' produceres i Rüdesheim. 
Der findes en velkendt og velbesøgt turistgade, Drosselgasse, som er en 3 meter bred og 144 meter lang gade fyldt med restauranter, ølstuer og små souvenierbutikker. I centrum af byen ligger en svævebane-station, hvorfra svævebanen Seilbahn Rüdesheim fører passagererne over vinmarkerne og op til udsigtspunktet og mindesmærket Niederwalddenkmal.
Byens beliggenhed ved Rhinen præger livet i byen. Der er anlagt promenade langs floden, ligesom mange af byens hoteller og restauranter er opførte med udsigt over floden. Turistbåde har hyppige anløb og afgange fra Rüdesheim med faste sejlplaner, både til byen Bingen am Rhein på modsatte side af floden og til ture op og ned ad Rhinen. 
Rüdesheim har en årlig vinfest, "Rüdesheimer Weinfest", hvortil der også arrangeres rejser fra bl.a. Danmark.

## Andet
I den første af Elvis Presleys film efter hans soldatertid i Tyskland, G.I. Blues fra 1960, synger han sangen "Pocketful Of Rainbows" under en tur i gondol nr. 76 i Seilbahn Rüdesheim.